# Grinzens
Grinzens è un comune austriaco di 1 416 abitanti nel distretto di Innsbruck-Land, in Tirolo.